# Hulta säteri
Hulta säteri är ett gods i Kimstads socken, Norrköpings kommun. 

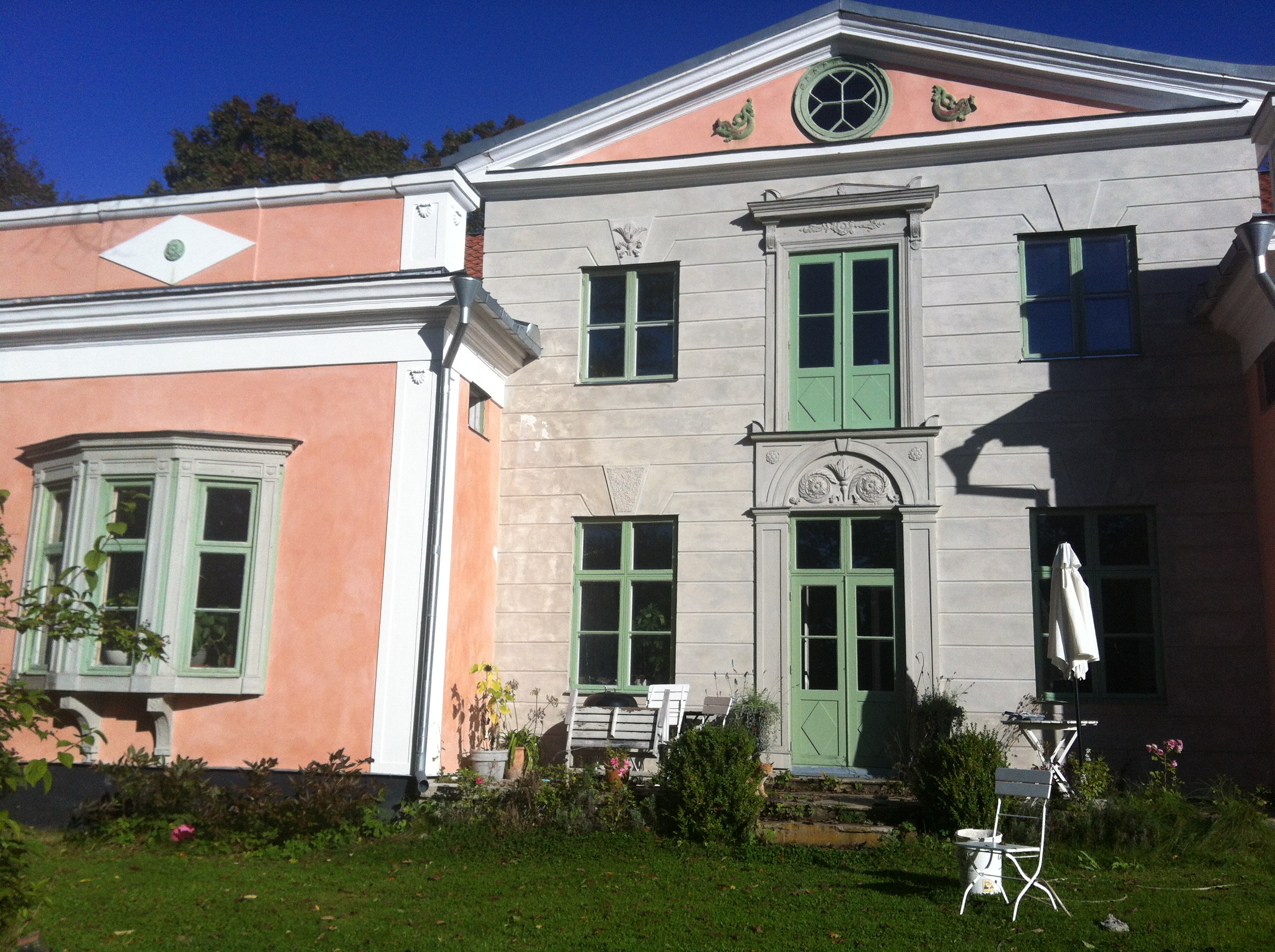
Hulta säteri, baksidan efter renovering

Säteriet omnämnt på 1430-tal som gods tillhörande Hogenskild/Bielke. 1682 blev det indraget i reduktionen från familjen Ribbing. Därefter var godset officersboställe för officerare vid adelsfanan. 
1836 revs den gamla byggnaden och ersättas av en ny huvudbyggnad som ritades av Abraham Nyström  för Göta Kanalbolagets övermekanikus Gustaf Lagerheim. Efter att denne dött 1845 levde hans fru kvar till 1876. Därefter skedde en renovering. Mellan 1876 och 1930 användes Hulta till en mängd olika funktioner, bland annat husmorsskola, pensionat och jordbruk. Efter andra världskriget arrenderades Hulta av familjen Aronsson från Göta kanalbolaget. Gerd Aronsson som föddess vid Hulta, blir sedermera oppositionsråd i Söderköping (S). Ladugården brann ner i början av 1950-talet. Gården förföll och köptes av privatperson i början 1980-talet. 2001 köptes fastigheten av en privatpersoner som inleder en renovering där huvudbyggnaden och magasinet ges ett mer ursprungligt uttryck. På huvudbyggnaden återinförs parapetrarna och terrakottaornamenteringen samt att byggnaderna målas med den ursprungliga fasadfärgen (rosa och grått).